# Arménská sovětská socialistická republika
Arménská sovětská socialistická republika (arménsky Հայկական Սովետական Սոցիալիստական Հանրապետություն, Hajkakan Sovetakan Socialistakan Hanrapetuthjun, rusky Армянская Советская Социалистическая Республика, Armjanskaja Sovetskaja Socialističeskaja Respublika) byla svazovou republikou SSSR v oblasti Kavkazu. Měla 29 800 km², hlavním město byl Jerevan. V roce 1982 v ní žilo 3,17 milionu obyvatel, z toho 89,7 % tvořili Arméni, dále pak Ázerbájdžánci, Rusové a Kurdové.
Arménská SSR hraničila na severu s Gruzínskou SSR, na severovýchodě, východě a jihozápadě s Ázerbájdžánskou SSR, na jihu s Íránem a na západě s Tureckem.
Arménská SSR vznikla na území současné Arménie zánikem Zakavkazské sovětské federativní socialistické republiky v roce 1936 po přijetí nové sovětské ústavy. Po rozpadu SSSR v roce 1991 získala republika samostatnost a vznikla tak nezávislá Arménie.

## Ekonomika
Během socialistické výstavby byla vybudována průmyslová republika s rozvinutým kolektivním zemědělstvím. Průmysl byl zaměřen na hutnictví barevných kovů a hliníku a na energetiku (tepelné elektrárny, hydroelektrárny, atomová elektrárna). Dále průmysl strojírenský, elektrotechnický, chemický, plastických hmot a umělých hnojiv, textilní, kožedělný, stavebních hmot (mramor, tuf), potravinářský, konzervárenský, vinařský. V zemědělství důležité zavlažování. Pěstování vinné révy, ovoce, bavlníku, řepy, tabáku, pšenice a ječmene. Chov skotu na maso a mléko (780 tis. ks, 1981), ovcí a koz (2,25 mil. ks, 1981).

## Přehled představitelů

### Zakavkazská demokratická federativní republika
- 22. 4. 1918 – 26. 5. 1918 – Nikoloz Simonis dze Chkheidze – předseda Shromáždění; SDWP

### Arménská republika
- 30. 5. 1918 – 1. 8. 1918 – Avetis Arakeli Aharonyan – předseda Národní rady; HHD
- 1. 8. 1918 – 5. 8. 1919 – Avetik Hovhannesi Sahakyan – předseda Arménské rady; HHD
- 5. 8. 1919 – 2. 12. 1920 – Avetis Arakeli Aharonyan – předseda parlamentu; HHD

### Arménská sovětská socialistická republika (1920–1925)
- 29. 11. 1920 – 5. (?) 5. 1921 – Sarkis Hovhannesi Kasyan – předseda Vojenského revolučního výboru; HKK
- 5. (?) 5. 1921 – 21. 5. 1921 – Aleksandr Teodorosi Miasnikyan – předseda Vojenského revolučního výboru; HKK
- 21. 5. 1921 – 2. 2. 1922 – Aleksandr Teodorosi Miasnikyan – předseda Rady lidových komisařů; HKK
- 2. 2. 1922 – 24. 6. 1925 – Sarkis Sahaki Ambartsumyan – předseda Ústředního výkonného výboru; HKK

### Federativní svaz sovětských socialistických republik Zakavkazska
- 12. 3. 1922 – 13. 12. 1922 – Aleksandr Fyodorovich Miasnikyan – člen Svazové rady (další dva kolegové z Ázerbájdžánské SSR a Gruzínské SSR); HKK

### Zakavkazská sovětská federativní socialistická republika
- 13. 12. 1922 – červen 1925 – Sarkis Saakovich Ambartsumyan – předseda Ústředního výkonného výboru Arménské SSR; CPTSSF
- červen 1925 – červenec 1927 – Sarkis Meliksetovich Khanoyan – předseda Ústředního výkonného výboru Arménské SSR; CPTSSF
- červenec 1927 – únor 1931 – Sarkis Ivanovich Kasyan – předseda Ústředního výkonného výboru Arménské SSR; CPTSSF
- únor 1931 – leden 1935 – Armenek Artyomovich Ananyan – předseda Ústředního výkonného výboru Arménské SSR; CPTSSF
- leden 1935 – 5. 12. 1936 – Sergo Nikolayevich Martikyan – předseda Ústředního výkonného výboru Arménské SSR; CPTSSF

### Arménská sovětská socialistická republika (1936–1998)
- 5. 12. 1936 – říjen 1937 – Gevorg Saribekovich Anesoglyan – předseda Ústředního výkonného výboru; HKK
- listopad 1937 – 12. 7. 1938 – Matsak Petrosovich Papyan – úřadující předseda Ústředního výkonného výboru; HKK
- 12. 7. 1938 – 14. 7. 1938 – Khachik M. Akopdzhanyan – předseda Nejvyššího sovětu; HKK
- 14. 7. 1938 – 1. 4. 1954 – Matsak Petrosovich Papyan – předseda prezídia Nejvyššího sovětu; HKK
- 1. 4. 1954 – 4. 4. 1963 – Shmalon Minasovich Arushanyan – předseda prezídia Nejvyššího sovětu; HKK
- 4. 4. 1963 – 3. 7. 1975 – Nagush Khachaturovich Arutyunyan – předseda prezídia Nejvyššího sovětu; HKK
- 3. 7. 1975 – 3. 12. 1985 – Babken Yesayevich Sarkisov – předseda prezídia Nejvyššího sovětu; HKK
- 6. 12. 1985 – 4. 8. 1990 – Grant Mushegovich Voskanyan – předseda prezídia Nejvyššího sovětu; HKK
- 4. 8. 1990 – 11. 11. 1991 – Levon Akopovich Ter-Petrosyan – předseda Nejvyššího sovětu; HHS
- 11. 11. 1991 – 25. 12. 1991 (– 3. 2. 1998) – Levon Hakobi Ter-Petrosyan – prezident; HHS

- CTPSSF = Komunistická strana Zakavkazské sovětské socialistické federace,
- HHS = Pan-arménské národní hnutí,
- HKK = Arménská komunistická strana,
- HDD = Arménská revoluční federace (dašnaci),
- SDWP = Sociálně demokratická dělnická strana (menševici)

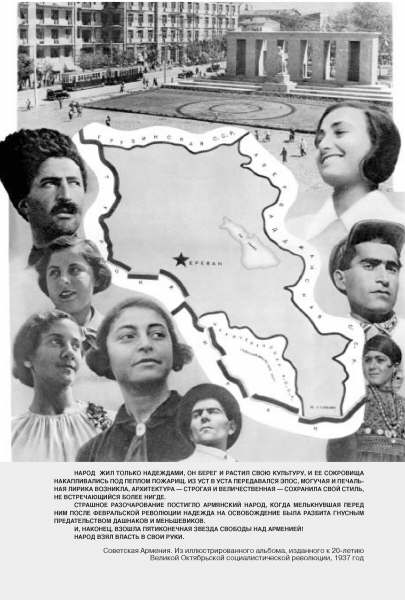
Sovětský propagační plakát z roku 1937, slibující arménskému lidu lepší budoucnost.
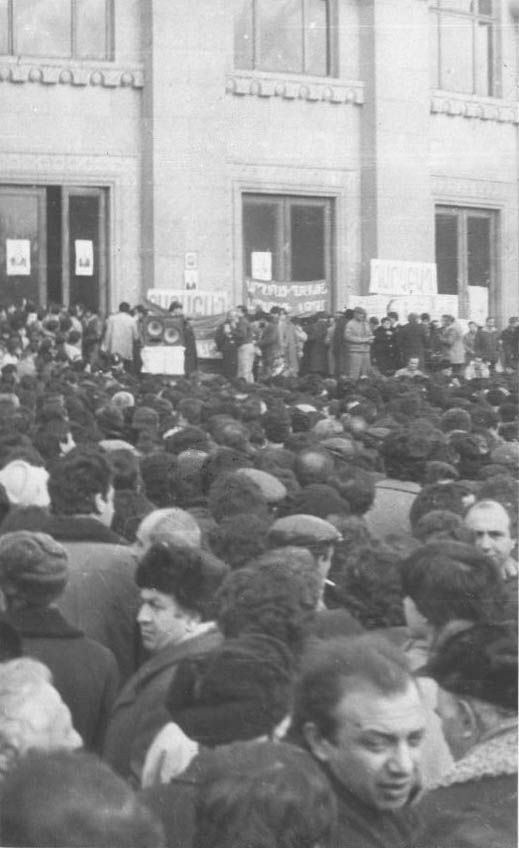
Arménské obyvatelstvo protestuje v létě roku 1988 na jerevanském náměstí proti sovětskému vlivu na území Arménie.